# Cité de Magenta
La cité de Magenta est une voie privée du 10e arrondissement de Paris, en France.

## Situation et accès
La cité de Magenta est une voie privée située dans le 10e arrondissement de Paris. Elle débute au 33, boulevard de Magenta et se termine au 4, cité Hittorf.
Elle est fermée à ses deux extrémités par des grilles métalliques et un digicode.

## Origine du nom
Elle porte le nom de la victoire des Français sur les Autrichiens en Italie le 4 juin 1859 à Magenta, en raison de sa proximité avec le boulevard éponyme.

## Historique
Cette voie est ouverte sous sa dénomination actuelle par arrêté du 22 janvier 1868 qui autorise sous certaines réserves l'ouverture de la cité de Magenta en prolongement de la cité Grange qui débouchait au no 78 de rue du Faubourg-Saint-Martin. La cité de Magenta ayant ensuite absorbé la cité Grange allait du boulevard de Magenta à la rue du Faubourg-Saint-Martin.
La partie de la cité de Magenta, précédemment cité Grange, d'une longueur de 112 mètres environ, est devenue la cité Hittorf, pour partie (46 mètres), le surplus est, depuis 1890, la rue Hittorf.